# Abraham Iyambo
Abraham Iyambo (ur. 2 lutego 1961 w Oshanii, zm. 2 lutego 2013 w Londynie) – namibijski polityk, minister edukacji Namibii w latach 2010–2013.